# 于蒂爾塞森冰原島峰

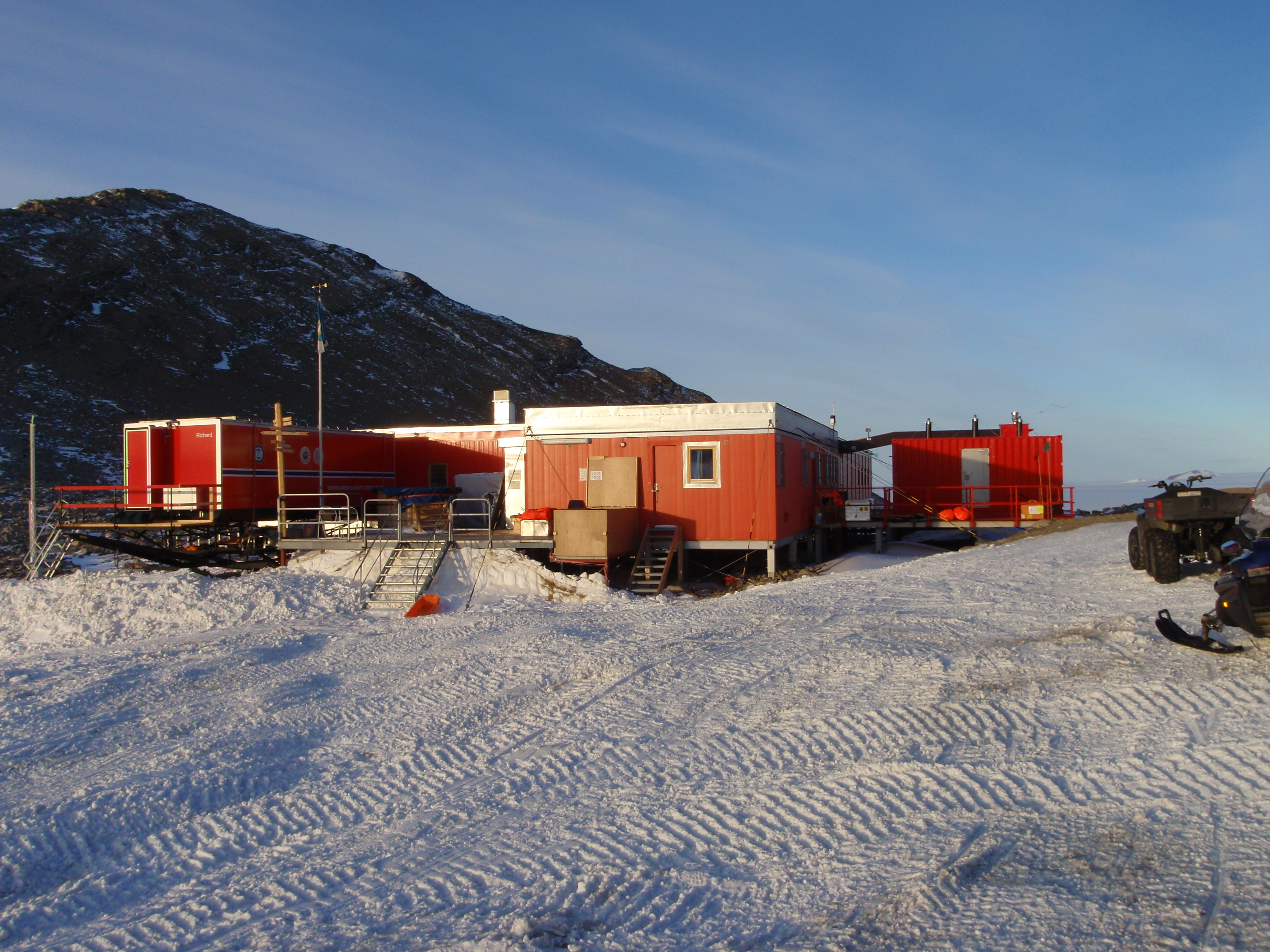

于蒂爾塞森冰原島峰（英語：Jutulsessen），是南極洲的冰原島峰，位於毛德皇后地，屬於耶爾斯維克山脈的一部分，海拔高度2,370米，現時由南極條約體系管理。
72°2′S 2°41′E / 72.033°S 2.683°E